# Núbiai vadszamár
A núbiai vadszamár (Equus africanus africanus) az emlősök (Mammalia) osztályának a páratlanujjú patások rendjéhez, ezen belül a lófélék családjához tartozó afrikai vadszamár (Equus africanus) faj egyik alfaja.

## Származása, elterjedése
Édouard Louis Trouessart szerint a 19–20. század fordulóján még viszonylag nagy területen élt a szudáni Szennartól, illetve Dél-Núbiától Eritreáig, illetve a Danakil-mélyföldig. Ezzel szemben Richard Lydekker a 20. század elején azonban már a kihaló állatok közé sorolta, aminek alátámasztásaként feljegyezte, hogy az állatpiacon már évtizedek óta nem szerepel. Az 1970-es évekre élőhelye a Szudán északkeleti részén található Núbiai-sivatagra, valamint Eritreában a Barka-völgyre, illetve Eritrea és Szudán határvidékére szűkült le; populációi elszigetelődtek egymástól.
A frankfurti állatkert 1877-ben beszerzett egy párt, és utódaik több évtizedig éltek az állatkertben. Más állatkertekben, így a Tierpark Hellabrunnban is megtalálható.

## Megjelenése, felépítése

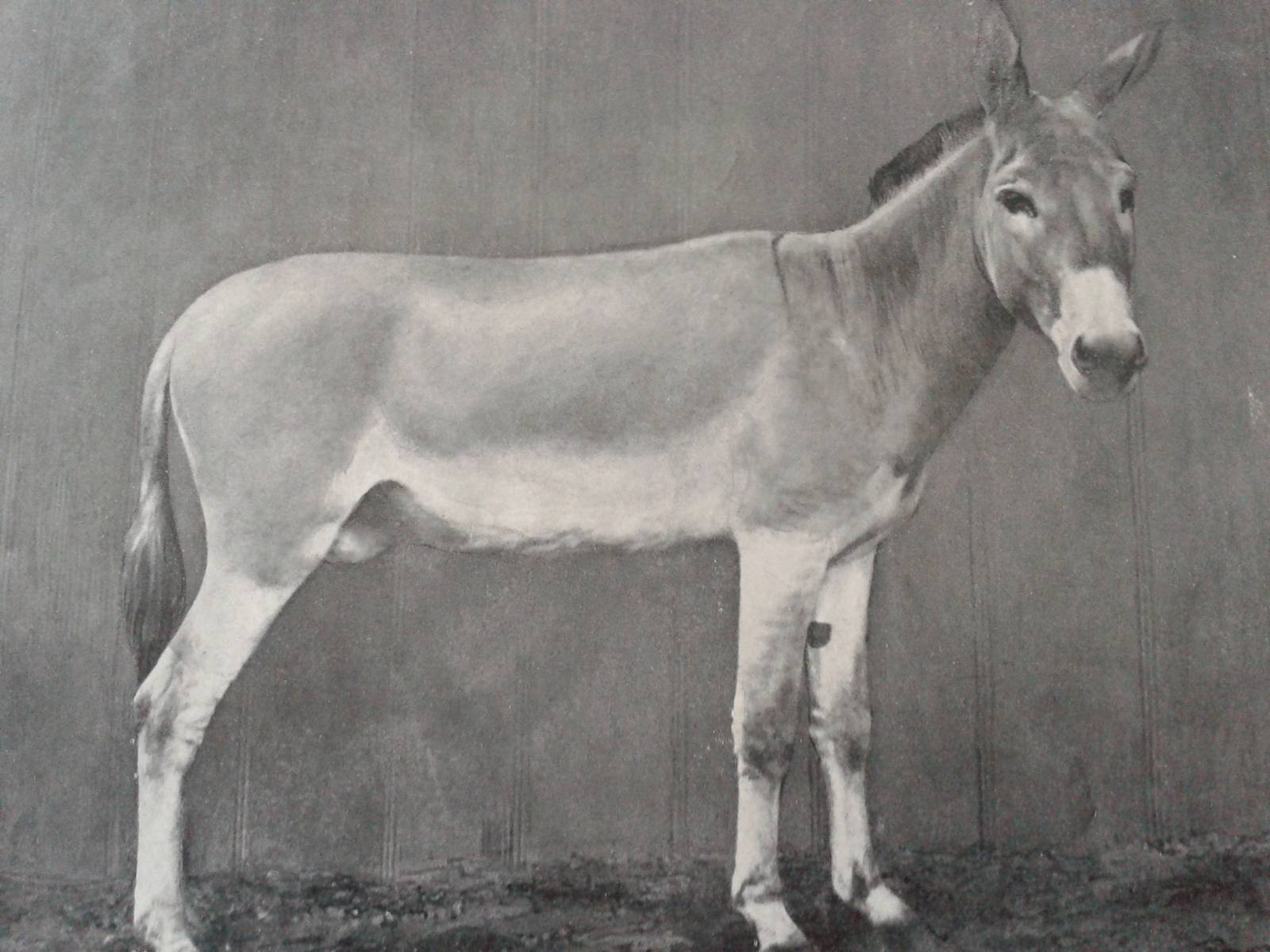
Núbiai vadszamár a Berlini Állatkertben, 1899

Szőre egérszürke (sárgásszürke vagy fakószürke), élőhelyén ez kitűnő rejtőszín. Hasa és szája világosabb, a martájon sötét keresztcsíkkal. Vállmagassága legfeljebb 113–118 cm, a szomáliai vadszamárénál kisebb. Termete karcsú, a háta szíjalt, sörénye rövid, felálló, a farka bojtban végződik.
Egy letörpült változata élt Szokotra szigetén.

## Életmódja, élőhelye
Élőhelyének nagy része sivatag, illetve félsivatag. Táplálkozása, illetve emésztése a szívós, szárazságtűrő növényekhez alkalmazkodott.
A domináns mének 10–15 kancából álló háremet tartanak. A visszavadult házi szamarakkal szívesen kereszteződik.

## Hasznosítása
A mitokondriális DNS-vizsgálatok igazolták, hogy ez az alfaj a házi szamár (Equus asinus) őse; ezelőtt mintegy 5000 évvel háziasították Egyiptomban. Az egyiptomi királysírokból előkerült szamárcsontok kopásnyomai alapján valószínűleg teherhordásra használták őket.
Ízletes húsát szívesen ették az arabok.